# ستيفن كراودر
ستيفن كراودر (بالإنجليزية: Steven Crowder)‏ (و. 1987  م) هو صحفي، ويوتيوبي، ومعلق سياسي من الولايات المتحدة، وكندا، ولد في غروس بوينت.
.

## وصلات خارجية
- ستيفن كراودر على موقع IMDb (الإنجليزية)
- ستيفن كراودر على موقع قاعدة بيانات الفيلم (الإنجليزية)
- ستيفن كراودر في قاعدة بيانات الأفلام على الإنترنت